# Александров, Георгий Николаевич
 Георгий Николаевич Александров  (7 января 1930 года, Ленинград — 4 мая 2008 года, Санкт-Петербург) — специалист в области электроэнергетики,  теории коронного разряда. Доктор технических наук, профессор,  заведующий кафедрой заведующего кафедрой «Электрические аппараты» (1974-1977) Ленинградского политехнического института (ныне Санкт-Петербургский политехнический университет Петра Великого).

## Биография
Георгий Николаевич Александров родился 7 января 1930 года в Ленинграде. В 1953 году успешно окончил электромеханический факультет Ленинградского политехнического института (ЛПИ). В 1948 году участвовал в работе первого в истории Студенческого Строительного Отряда на строительстве Алакусской ГЭС.  Продолжил учебу в аспирантуре института. В 1957 году защитил кандидатскую диссертацию, посвященную исследованиям характеристик коронного разряда на линиях электропередачи. Занялся преподавательской деятельностью в Ленинградском политехническом институте.
В 1967 году защитил докторскую диссертацию, связанную с вопросами передачи электрической энергии по линиям переменного тока сверхвысокого напряжения. Получил ученую степень доктора технических наук. Профессор (1972) кафедры «Электрические аппараты» ЛПИ. С 1974 году работал на должности заведующего кафедрой, в 1977-1982 годах работал проректором по науке Ленинградского политехнического института.
Область научных интересов: молниезащита объектов энергетического и оборонного назначения, теория коронного электрического разряда при переменном напряжении,  электрическая прочность воздушных промежутков и изоляционных конструкций линий и подстанций сверхвысокого напряжения, компенсаторы реактивной мощности трансформаторного типа, освоение линий электропередач мощностью 750 и 1150 кВ., исследования характеристик изоляционных устройств линий электропередач.
Профессор Г. Н. Александров имеет более 70 изобретений, является автором около 700 научных работ, включая учебники и 23 монографии. В 1986 году он был избран почётным членом Института инженеров по электротехнике и электронике (США), а в 1988—1989 годах — почётным профессором четырех технических университетов КНР. Под руководством Александров были подготовлены и защищены более 40  кандидатские диссертаций, и две докторские.
В разное время Г. Н. Александров был членом Научно-технического Совета Минэлектротехпрома, Советского национального комитета СИГРЭ, председателем Головного Совета Минвуза РСФСР по энергетике, членом комитетов МЭК и СИГРЭ, членом Научно-методического Совета Минвуза и др.

## Награды
- Орден «Знак почета»

## Труды
- Электрические аппараты высокого напряжения : учебное пособие для вузов [Гриф Госкомитета СССР по народному образованию] ; под ред. Г. Н. Александрова. - Ленинград : Энергоатомиздат, 1989. ISBN 5-283-04439-4.
- Изоляция электрических аппаратов высокого напряжения / Г. Н. Александров, В. Л. Иванов. - Ленинград : Энергоатомиздат, 1984.
- Установки сверхвысокого напряжения и охрана окружающей среды : учебное пособие для вузов [Гриф Госкомитета СССР по народному образованию] / Г. Н. Александров. - Ленинград : Энергоатомиздат, 1989. ISBN 5-283-04429-7.
- Теория электрических аппаратов: учебник для вузов / Г. Н. Александров [и др.] ; под ред. Г. Н. Александрова. - Москва : Высшая школа, 1985.
- Электрическая прочность наружной высоковольтной изоляции. Г. Н. Александров, В. Л. Иванов, В. Е. Кизеветтер. - Ленинград : Энергия, 1969.